# Melmsche Hirsch-Apotheke (Oerlinghausen)
Die Melmsche Hirsch-Apotheke befindet sich in der Hauptstraße 1 in der lippischen Stadt Oerlinghausen in Nordrhein-Westfalen. Das Bauwerk ist mit der Nummer 12 als Baudenkmal in die städtische Denkmalliste eingetragen.

## Geschichte
Die Eröffnung der ersten Oerlinghauser Apotheke fand am 1. Januar 1831 statt. Der Apotheker Friedrich Ernst Melm stammte aus Bremen, wo seine Familie seit 1703 eine Apotheke führte. Da er als zuverlässiger und fleißiger Mann bekannt war, bekam er 1840 von Thurn und Taxis den Titel eines Postexpeditors verliehen. Er hatte jetzt zusätzlich den gesamten Oerlinghauser Postverkehr zu regeln. Zu diesem Zweck ließ er 1857 einen Anbau errichten und stellte weiteres Personal ein. Der gesamte rechte Flügel seines Hauses diente dem Postbetrieb, der hier bis 1865 abgewickelt wurde. Die für umliegenden Landgemeinden bestimmte Post wurde in der Apotheke ausgegeben oder der Apothekenknecht rief die Adressaten sonntags nach dem Kirchbesuch von der hohen Treppe vor der Apotheke aus. War der Empfänger nicht anwesend, nahmen Nachbarn den Brief mit. Trotzdem blieb eingehende Post häufig tagelang im Schaufenster liegen, bis der Adressat sich meldete. Ab 1. Januar 1852 erschienen die ersten Briefmarken und wurden mit einem viereckigen Stempel und der Zahl 326 entwertet.
Der Eingang zur Melmschen Hirsch-Apotheke war über eine neunstufige Außentreppe zu erreichen. Namensgeberin war das Stammhaus, die Hirsch-Apotheke in Bremen. 1931 erhielt Carl Wachsmuth die Erlaubnis, den Namen Wachsmuth-Melm zu führen. Ende der 1950er Jahre wurde das Haus umgebaut und die Treppe verschwand zugunsten eines ebenerdigen Eingangs. Die Apotheke wurde ins Erdgeschoss verlagert. 1983 erhielt die Apotheke ein Sandsteinportal und damit ihr heutiges Gesicht. 1990 übernahm Henner Wachsmuth-Melm von seinem Vater Carl Ludwig die Leitung der Apotheke.